# Боголепов, Михаил Павлович
Михаил Павлович Боголепов (1854—1906) — русский педагог и журналист.

## Биография
Михаил Павлович Боголепов родился в 1854 году в семье квартального надзирателя Павла Андреевича Боголепова (1812—1864) и Эмилии Карловны Фильгабер. Младший брат Н. П. Боголепова и Л. П. Боголепова.
В октябре 1878 года окончил историко-филологический факультет Императорского Московского университета.
Начал свою службу по министерству просвещения, а именно сначала исправляющим должность преподавателя, а с февраля 1879 — преподавателем истории и географии во 2-й Московской классической прогимназии, затем учителем истории в 4-й Московской гимназии, преподавателем в Константиновском Межевом институте, и на Педагогических курсах при Обществе воспитательниц и учительниц в Политехническом музее, был инспектором классов женской гимназии фон Дервиз в 1901—1903, а в 1903 году он был назначен ректором мужской гимназии в Лодзи. За службу был награжден орденом Св. Анны 2-й степени, Св. Станислава 2-й степени, и памятной медалью в память царствования Александра III.
Кроме службы его привлекала литературная деятельность. Начиная с конца 1890-х он начал сотрудничать и писать статьи для Энциклопедического словаря Брокгауза и Ефрона, а в 1901—1904 в журнале Русская Мысль был опубликован его путевой очерк «Лето на Кавказе», а в газете «Русские ведомости» — фельетон «Один день в шотландской школе».
Михаил Павлович Боголепов умер 29 октября 1906 году в Лодзи, и был похоронен на Дорогомиловском кладбище в Москве. Позже перезахоронен на 2-м участке Востряковского кладбища рядом со старшим братом и его дочерью.

## Семья
Жена — Анна Иосифовна, урожденная Видман (Anna Widman), швейцарская подданная, сестра известного швейцарского писателя, публициста, журналиста и педагога Йозефа Виктор Видман.
Дети — дочь Ульяна Михайловна, в замужестве Грушка, выпускница историко-философского факультета Высших женских курсов в Москве, сын Владимир Михайлович Боголепов, выпускник историко-филологического факультета Московского университета, кандидат педагогических наук, доцент 2-го Медицинского института, автор учебника «Латинский язык (для медиков)».